# Purdue Egyetem
A Purdue Egyetem egy állami fenntartású kutatóegyetem, oktatási intézmény West Lafayette-ben, az USA, Indiana államában. John Purdue alapította 1869-ben.

## Tagság
Az egyetem az alábbi szervezeteknek a tagja:
- ORCID
- Digitális Könyvtárak Szövetsége
- Kutatókönyvtárak Szövetsége
- MetaArchive Együttműködés
- Orbital Reef University Advisory Council
- arXiv
- Association of American Universities
- Amerikai Oktatási Tanács
- Confederation of Open Access Repositories
- Open Education Network
- Higher Education Leadership Initiative for Open Scholarship
- Információhálózati Koalíció
- Association of Public and Land-grant Universities
- Kutatókönyvtárak Központja
- Scholarly Publishing and Academic Resources Coalition
- Council on Governmental Relations

## Leányszervezetek
Az egyetem alá az alábbi szervezetek tartoznak:
- Herbert C. Brown Bórkutató Központ
- Graduate School, Purdue University
- Hardwood Tree Improvement and Regeneration Center, Purdue University
- Indianai Űrkutatás-támogatási Konzorcium
- Illinois-Indiana Sea Grant
- Indiana University – Purdue University Indianapolis

## Ingatlanok és szervezetek
Az egyetem alá az alábbi ingatlanoknak és szervezeteknek a tulajdonosa:
- Ross–Ade Stadion
- Alexander Sportpálya
- Lambert Sportpálya
- Mackey Aréna
- Purdue Emlékszövetség
- Stuart Sportpálya
- WBAA